# Gran Premio de las Naciones de Motociclismo de 1963
El Gran Premio de las Naciones de Motociclismo de 1963 fue la décima prueba de la temporada 1963 del Campeonato Mundial de Motociclismo. El Gran Premio se disputó el 15 de septiembre de 1963 en el Autodromo Nacional de Monza.

## Resultados 500cc
Notablemente ausente de la carrera de 500cc estuvo Alan Shepherd, quien obtuvo el segundo lugar en el Campeonato Mundial con su Matchless G50. Igualmente notable fue el hecho de que la escudería Duke le dio dos máquinas a Derek Minter y Phil Read, mientras que John Hartle. Minter y Read no llegaron a la meta, lo que le dio a Jack Findlay la oportunidad de terminar segundo con la Matchless G50, aunque dos vueltas detrás del campeón mundial Mike Hailwood. Fred Stevens terminó tercero con su Norton 30M.
| Pos.    | Piloto              | Equipo    | Tiempo     | Pts. |
| ------- | ------------------- | --------- | ---------- | ---- |
| 1       | Mike Hailwood       | MV Agusta | 1h 03' 33" | 8    |
| 2       | Jack Findlay        | Matchless | +2 Vueltas | 6    |
| 3       | Fred Stevens        | Norton    | +3 Vueltas | 4    |
| 4       | Bill Smith          | Norton    | +4 Vueltas | 3    |
| 5       | Ladi Richter        | Norton    | +4 Vueltas | 2    |
| 6       | Vasco Loro          | Norton    | +4 Vueltas | 1    |
| 7       | Raymond Shaw        | Matchless | +4 Vueltas |      |
| 8       | Othmar Drixl        | Norton    | +4 Vueltas |      |
| 9       | Alberto Picca       | Gilera    | +5 Vueltas |      |
| 10      | Renzo Rossi         | Norton    | +7 Vueltas |      |
| Ret     | Phil Read           | Gilera    | Ret        |      |
| Ret     | Paddy Driver        | Matchless | Ret        |      |
| Ret     | Pietro Mencaglia    | Norton    | Ret        |      |
| Ret     | Roland Föll         | Matchless | Ret        |      |
| Ret     | Derek Minter        | Gilera    | Ret        |      |
| Ret     | Gyula Marsovszky    | Matchless | Ret        |      |
| Ret     | Benedetto Zambotti  | Norton    | Ret        |      |
| Ret     | Antonio De Simone   | Rudge     | Ret        |      |
| Ret     | Jack Ahearn         | Norton    | Ret        |      |
| Ret     | Emanuele Maugliani  | Gilera    | Ret        |      |
| Ret     | Philippe Canoui     | Norton    | Ret        |      |
| Ret     | Remo Venturi        | Bianchi   | Ret        |      |
| Ret     | Giuseppe Dardanello | Norton    | Ret        |      |
| Ret     | Dan Shorey          | Matchless | Ret        |      |
| Ret     | Angelo Tenconi      | M.G.      | Ret        |      |
| Fuente: |                     |           |            |      |

## Resultados 350cc
El campeón mundial Jim Redman terminó la temporada con estilo al ganar la carrera de 350cc en Monza casi dos minutos por delante de Alan Shepherd. Tommy Robb quedó una vuelta atrás con la Honda RC 171. De hecho, Remo Venturi terminó tercero, pero fue descalificado porque tuvo problemas poco antes del inicio y corrió con la máquina de su compañero de equipo Renzo Rossi.
| Pos. | Piloto              | Equipo    | Tiempo    | Pts. |
| ---- | ------------------- | --------- | --------- | ---- |
| 1    | Jim Redman          | Honda     | 51' 02" 2 | 8    |
| 2    | Alan Shepherd       | MZ        | +1' 54"   | 6    |
| 3    | Tommy Robb          | Honda     | +1 Vuelta | 4    |
| 4    | Pavel Slavíček      | Jawa      | +1 Vuelta | 3    |
| 5    | Dan Shorey          | AJS       |           | 2    |
| 6    | Fred Stevens        | Norton    |           | 1    |
| 7    | Paddy Driver        | AJS       | +1 Vuelta |      |
| Ret  | Nikolai Sevastjanov | Vostock   | Ret       |      |
| Ret  | Alan Shepherd       | Norton    | Ret       |      |
| Ret  | Luigi Taveri        | Honda     | Ret       |      |
| Ret  | Mike Hailwood       | MV Agusta | Ret       |      |
| Ret  | Jack Findlay        | Norton    | Ret       |      |
| Ret  | Gustav Havel        | Jawa      | Ret       |      |
| DNS  | Renzo Rossi         | Bianchi   | DNS       |      |
| DSQ  | Remo Venturi        | Bianchi   | DSQ       |      |

## Resultados 250cc
La clase de 250cc siguió siendo emocionante porque Tarquinio Provini con su Moto Morini 250 Bialbero monocilíndrico ganó en una dura pugna con Jim Redman con su Honda RC163 cuatro cilindros. Luigi Taveri acabó tercero. Derek Minter comenzó con la Benelli 250 Bialbero, pero se retiró, al igual que su compañero de equipo Silvio Grassetti y un debutante de 21 años llamado Giacomo Agostini.
| Pos. | Piloto                | Equipo      | Tiempo     | Pts. |
| ---- | --------------------- | ----------- | ---------- | ---- |
| 1    | Tarquinio Provini     | Moto Morini | 42' 15" 5  | 8    |
| 2    | Jim Redman            | Honda       | +13" 9     | 6    |
| 3    | Luigi Taveri          | Honda       | +1' 34" 5  | 4    |
| 4    | Alan Shepherd         | MZ          | +1 Vuelta  | 3    |
| 5    | Stanislav Malina      | ČZ          | +1 Vuelta  | 2    |
| 6    | Tommy Robb            | Honda       | +1 Vuelta  | 1    |
| 7    | Paolo Campanelli      | MotoBi      | +2 Vueltas |      |
| 8    | Jack Findlay          | FB Mondial  | +2 Vueltas |      |
| 9    | Gianemilio Marchesani | Aermacchi   | +2 Vueltas |      |
| 10   | Emidio Paolucci       | FB Mondial  | +3 Vueltas |      |
| Ret  | Giacomo Agostini      | Morini      | Ret        |      |
| Ret  | Kinunitsu Takahashi   | Honda       | Ret        |      |
| Ret  | Giuseppe Visenzi      | Aermacchi   | Ret        |      |
| Ret  | Silvio Grassetti      | Aermacchi   | Ret        |      |
| Ret  | Gustav Havel          | Jawa        | Ret        |      |
| Ret  | Derek Minter          | Benelli     | Ret        |      |

## Resultados 125cc
En el octavo de litro, Luigi Taveri aprovechó la ausencia de Suzuki para ganar su segunda carrera de la temporada, aunque tuvo que luchar hasta la línea de meta con Jim Redman. En la quinta vuelta, el español de Bultaco Ramón Torras (tercero hasta entonces) se salió de la pista causándole pequeños hematomas.
| Pos. | Piloto              | Moto        | Tiempo    | Pts. |
| ---- | ------------------- | ----------- | --------- | ---- |
| 1    | Luigi Taveri        | Honda       | 39' 41" 4 | 8    |
| 2    | Jim Redman          | Honda       | +0" 2     | 6    |
| 3    | Kunimitsu Takahashi | Honda       | +41" 7    | 4    |
| 4    | Giuseppe Visenzi    | Honda       |           | 3    |
| 5    | John Grace          | Bultaco     | +52" 6    | 2    |
| 6    | Stanislav Malina    | ČZ          | +52" 8    | 1    |
| 7    | Tommy Robb          | Honda       |           |      |
| 8    | Rex Avery           | EMC         |           |      |
| 9    | Pietro Mencaglia    | Honda       | +1 Vuelta |      |
| 10   | Roland Föll         | Honda       | +1 Vuelta |      |
| 11   | Gianpiero Zubani    | Moto Morini | +1 Vuelta |      |
| 12   | Jan Kostwinder      | Honda       | +1 Vuelta |      |
| Ret  | Ramón Torras        | Bultaco     | Ret       |      |
| Ret  | Jan Huberts         | Bultaco     | Ret       |      |
| Ret  | Bruno Spaggiari     | Bultaco     | Ret       |      |
| DNS  | Francesco Villa     | Moto Villa  | DNS       |      |